# Гіллерзе
Гіллерзе (нім. Hillerse) — громада в Німеччині, розташована в землі Нижня Саксонія. Входить до складу району Гіфгорн. Складова частина об'єднання громад Майнерзен.
Площа — 24,09 км2. Населення становить 2466 ос. (станом на 31 грудня 2021).

## Галерея

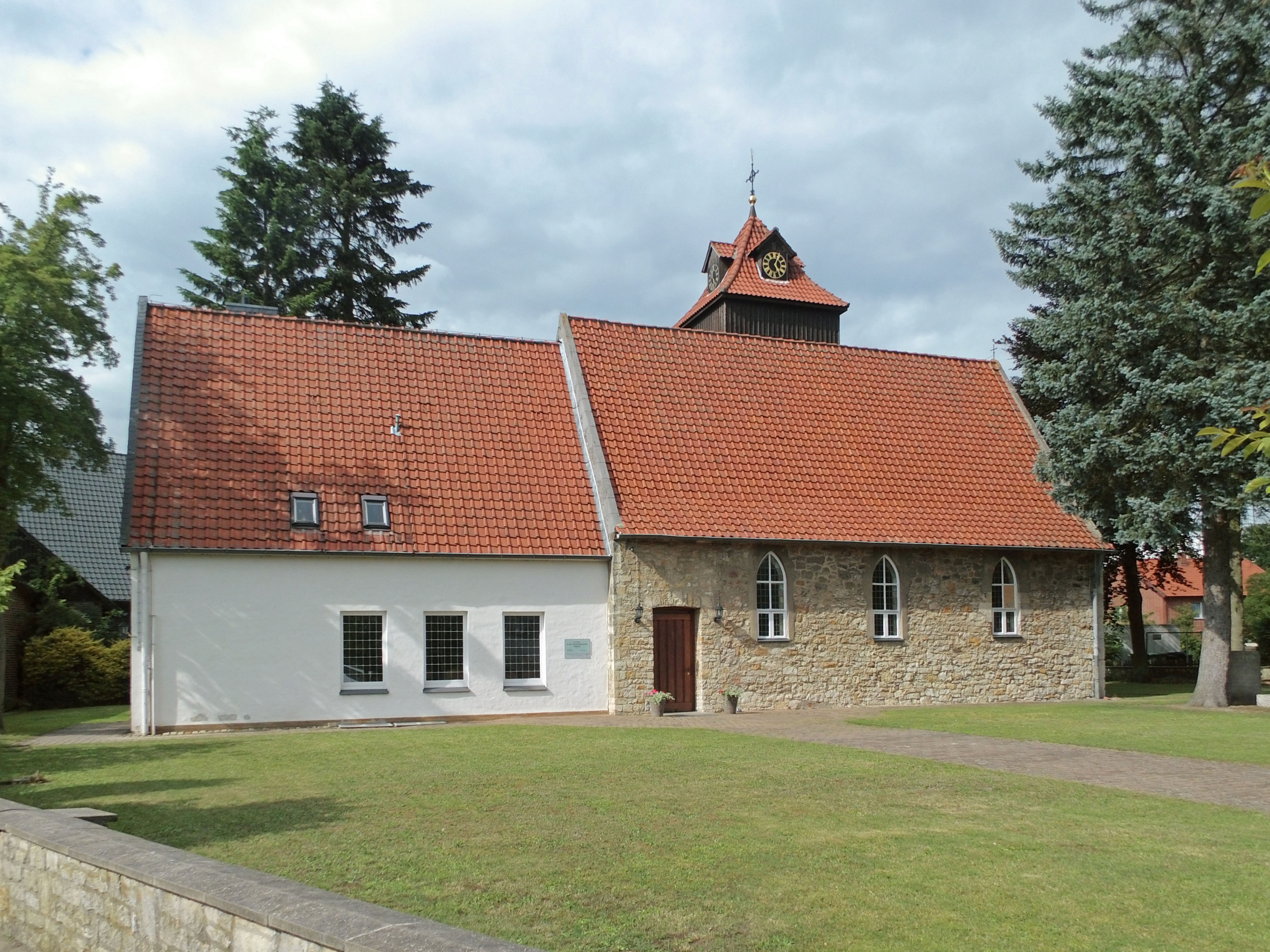
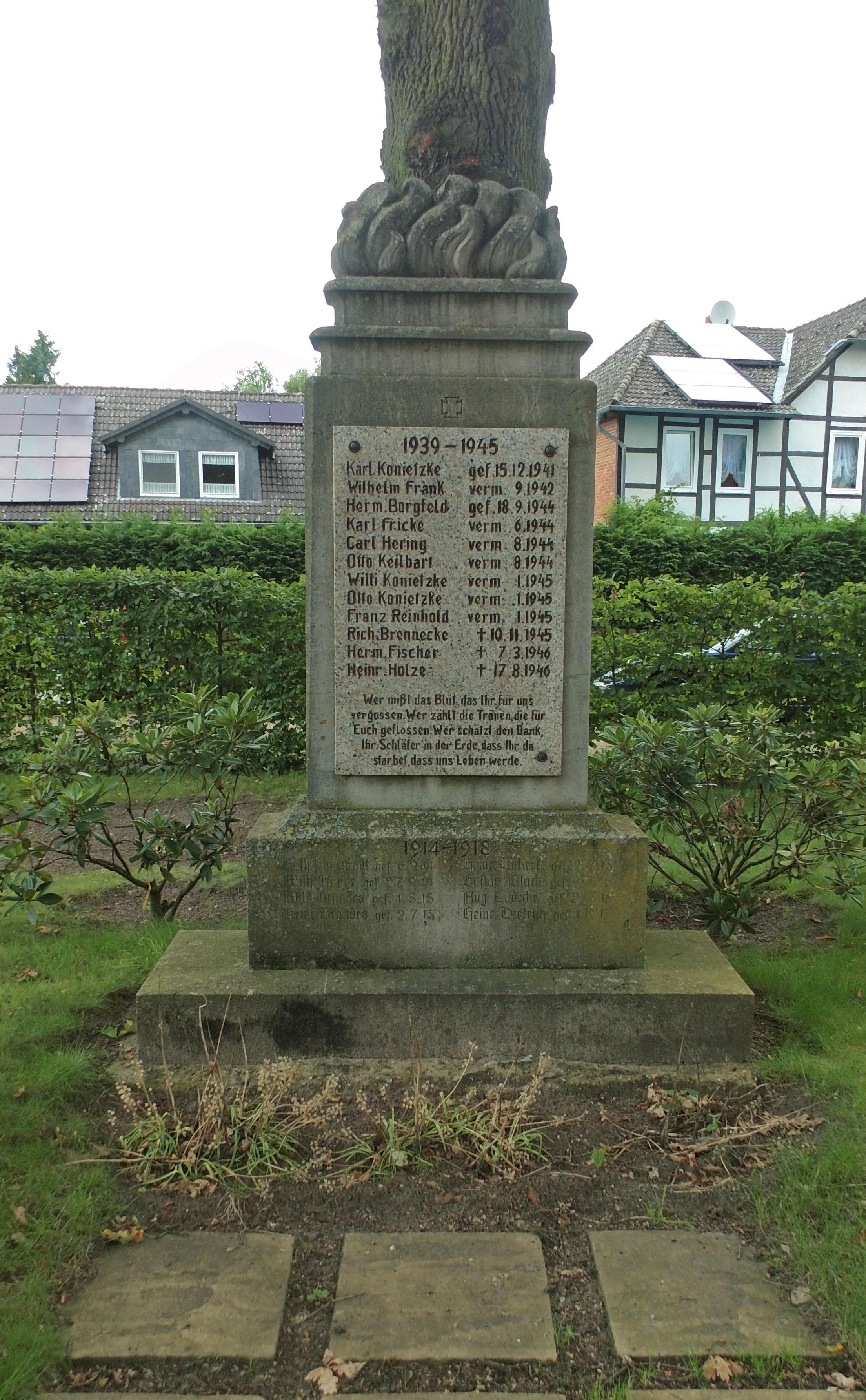